# 백조자리 A*
백조자리 A*은 백조자리 A의 중심 블랙홀으로, 초대질량 블랙홀에 속한다.

## 질량
약 25억 태양질량의 질량을 가지고 있으며, 이는 궁수자리 A*의 약 625배에 달하는 수치이다.

## 강한 전파

### 강한 전파의 특징
이렇게 강한 전파를 내뿜는 원인은 은하핵과 은하 양쪽에 위치한 전파 로브에서 방출되는 싱크로트론 복사 때문이다. 백조자리 A의 전파 로브는 상대론적 제트에 의해 발생하며 직경이 약 50만 광년에 달한다.

### 강한 전파의 원인
이런 상대론적 제트는 중심 블랙홀의 활발한 활동으로 인해 나타난다.

## 같이 보기
- 전파 은하
- 초대질량 블랙홀
- 백조자리 A